# Château d'Orava
Le château d'Orava (slovaque : Orvaský hrad ; allemand : Arwaburg ; hongrois : Árva vára ; autrefois en français château d'Arwa) est un château construit au XIIIe siècle surplombant la rivière Orava dans le nord de la Slovaquie. 
De nombreuses scènes du film de 1922 Nosferatu le vampire y ont été tournées.
À l'origine de style roman et gothique, il fut rénové dans un style renaissance et néo-gothique.